# فارما مار
فارما مار (انگلیسی: Pharma Mar) شرکت داروسازی اسپانیایی است، که در سال ۱۹۸۶ تأسیس شد.